# Carson Daly
Carson Jones Daly, né le 22 juin 1973 à Santa Monica, est un animateur de télévision américain. 
Il anime depuis le 7 janvier 2002 l'émission musicale nocturne Last Call with Carson Daly, diffusée sur le réseau NBC. Il est également l'animateur de la version américaine de l'émission de télé-crochet The Voice, diffusée sur NBC.